# Mastophora lara
Espèce
Mastophora lara est une espèce d'araignées aranéomorphes de la famille des Araneidae.

## Distribution
Cette espèce est endémique de l'État de Lara au Venezuela,. Elle se rencontre vers Hato Arriba.

## Description
La femelle holotype mesure 11,5 mm.

## Étymologie
Son nom d'espèce lui a été donné en référence au lieu de sa découverte, l'État de Lara.

## Publication originale
- Levi, 2003 : The bolas spiders of the genus Mastophora (Araneae: Araneidae). Bulletin of the Museum of Comparative Zoology, vol. 157, no 5, p. 309-382 (texte intégral).